# Bear Grylls
Edward Michael Grylls (n. 7 iunie 1974), supranumit Bear (Urs), este un aventurier, scriitor și prezentator de televiziune britanic.
Este renumit pentru seria de emisiuni de televiziune Born Survivor: Bear Grylls (Marea Britanie), cunoscută și sub denumirile de Man vs Wild (Statele Unite, Canada, Australia și Noua Zeelandă), Ultimate Survival (Europa, Asia și Africa) respectiv Tehnici esențiale de supraviețuire în România. Bear este unul dintre cei mai tineri alpiniști care au escaladat muntele Everest, reușind această performanță la vârsta de 23 de ani, și cea mai tânără persoană care a devenit Cercetaș Șef (35 de ani).

## Viața personală
Grylls a crescut în Bembrige, Isle of Wight. Este fiul politicianului Sir William Michael John Grylls, membru al Partidului Conservator, și al lui Lady Grylls (născută Sarah Ford). Bunicii săi din partea mamei au fost, de asemenea, persoane publice: Patricia Ford a fost membru al Parlamentului (Camera Comunelor) din partea Partidului Unionist Ulster, prima femeie din Irlanda de Nord membru al Parlamentului, în vreme ce bunicul său, Neville Ford, a fost jucător de top de cricket. Sora sa mai mare, Lara Fawcett, este antrenor de tenis iar Grylls, în episodul din Man vs Wild realizat alaturi de actorul Will Ferrell, a afirmat că ea a fost cea care l-a poreclit "Bear" (Urs) pe când avea numai o săptămână.
Educația lui Bear Grylls s-a definitivat la Eaton House, școala Ludgrove, liceul Eton și Birkbeck, Universitatea din Londra, unde a absolvit obținând o diplomă în studii hispanice în 2002. De la o vârstă fragedă a învățat tehnici de navigație și alpinism de la tatăl său, la vârsta de 8 ani s-a implicat în activitățile cercetașilor devenind membru al acestei asociații iar în adolescență a câștigat centura neagră cu doi dani la Shotokan, în prezent practicând Yoga și Ninjutsu. Cunoaște, alături de limba engleză, limbile spaniolă și franceză. Grylls este creștin, descriind credința drept "coloana vertebrală" a vieții sale.
Grylls s-a căsătorit cu Shara Grylls (născută Cannings Knight) în 2000, alături de care are trei fii: Jesse, Marmaduke și Huckleberry (născut la 15 ianuarie 2009 pe cale naturală chiar pe barja care reprezintă reședința familiei Grylls).

## Perioada activității în serviciul militar
După finalizarea studiilor, Grylls a luat în calcul opțiunea intrării sale în Armata Indiană, petrecând câteva luni în Himalaya și străbătând regiunile Sikkim și Assam din Bengalul de Vest. Din 1994 până în 1997, după ce a trecut selecția efectuată de Forțele Speciale ale Marii Britanii, a servit la normă redusă în rândul acestora, mai precis în Regimentul 21 Serviciul Special Aerian (SAS(R)), inițial ca soldat apoi instructor în tehnici de supraviețuire și în Patrula Medicală. Aici a fost antrenat în tehnici de luptă corp la corp, războiul în deșert și condiții de iarnă, luptă de supraviețuire, tehnici medicale, parașutism, semnale, alpinism și explozibili, servind de două ori în misiuni în Africa de Nord.

În 1996, Bear Grylls suferă un accident de parașutism în Kenya. Parașuta s-a deschis parțial, partea de pânză rupându-se la o altitudine de 500 de metri, fapt ce a cauzat aterizarea în viteză pe echipamentul din spate. Accidentul s-a soldat cu strivirea parțială a trei vertebre și paralizie temporară. Mai târziu, Grylls a declarat: 
„Ar fi trebuit să tai parașuta principală și să cobor cu rezerva dar am crezut că am timp să rezolv problema.”
 Potrivit chirurgului său, situația lui Grylls prezenta o mare probabilitate de paralizie pe viață, la început fiind discutabil dacă va mai putea merge vreodată. Următoarele 18 luni le-a petrecut în etape de recuperare la centrul medical militar Headley Court, înainte de a fi eliberat de îndatoririle militare și a-și canaliza eforturile spre recuperarea completă și pregătirea sa pentru împlinirea visului din copilărie: escaladarea Everestului.
În anul 2004, Grylls a fost decorat cu gradul de Locotenent Comandant al Royal Navy Reserve.

## Everest
La 16 aprilie 1998, Bear Grylls reușește atingerea țelului său urmărit încă din copilărie (când tatăl său i-a dăruit o fotografie cu muntele Everest): escaladarea vârfului de 8848 metri, la doar 18 luni de la accidentul avut. La acel moment Grylls stabilea un record, fiind cel mai tânăr britanic ce a escaladat muntele Everest (23 de ani), dacă ignorăm performanța lui James Allen care reușea același lucru la 22 de ani, în 1995, dar care avea dublă cetățenie, australiană și britanică. De atunci recordul a fost doborât de două ori, de Jake Meyer (21 de ani în 2005) și de Rob Gauntlett (19 ani în 2006).
Expediția a constat în patru luni de antrenamente și escaladă efectuate pe versantul sud-estic, de la prima tentativă de recunoaștere Grylls întâmpinând probleme. Acesta a alunecat într-o crevasă și a fost lăsat inconștient atârnând de o coardă. Au urmat săptămâni de alpinism pe fața sudică în scopul aclimatizării, negocierea râului înghețat Khumbu, a ghețarului vestic Cwm, a zidului de gheață de 1500 de metri denumit fațada Lhotse, precum și ascensiuni istovitoare alături de un alt fost soldat al trupelor speciale SAS, Neil Laughton, implicând ore de escaladă nocturne. Toate acestea l-au călit pe Grylls, experimentând condiții diverse de climă extremă, oboseală, deshidratare, privare de somn, odihnă si oxigen în zona morții
Tot pentru a se pregăti pentru marile înălțimi din munții Himalaya, în 1997, Grylls devine cel mai tânăr britanic ce escaladează Ama Dablam, un vârf descris de Sir Edmund Hillary drept inaccesibil (~6858 m).
În 2001, Bear Grylls lansează cartea Facing Up (titlul pentru varianta lansată în Statele Unite este The Kid Who Climbed Everest), în care descrie întreaga acțiune de cucerire a Everestului, cartea intrând rapid pe lista succeselor editoriale și primită favorabil de către critici.

## Alte expediții

### Circumnavigația Marii Britanii
În anul 2000, Grylls conduce o echipă formată din colegii săi de cucerire a Everestului, reușind circumnavigația Marii Britanii pe jet ski. Aventura a durat 30 de zile iar scopul său a fost strângerea de fonduri pentru Royal National Lifeboat Institution, organizație preocupată de salvarea vieților aflate în pericol în jurul coastelor Marii Britanii și Irlandei. 
„A durat 30 de zile iar distractiv a fost pentru doar o jumatate de oră. Noi ne găseam pe acele mici "uscătoare de păr" în vreme ce valurile erau atât de mari încât ne pierdeam din vedere.”
Bear Grylls.
Tot în planul acțiunilor caritabile se înscrie și acțiunea întreprinsă pe râul Tamisa unde a vâslit dezbrăcat pe o distanță de 35 de km într-o cada de baie obișnuită, strângând fonduri pentru un prieten care își pierduse picioarele într-un accident de alpinism.

### Traversarea Atlanticului de Nord
Trei ani mai târziu, Grylls se află la conducerea unei echipe de cinci persoane (printre care și prietenul său din copilărie, coleg în trupele speciale SAS și partener în expediția de pe muntele Everest, Mick Crosthwaite), într-o tentativă reușită de traversare a Atlanticului de Nord. Performanța a constat în faptul că a fost prima expediție neasistată și s-a efectuat într-o barcă pneumatică rigidă proiectată chiar de el, capabilă să alunece peste sloiurile de gheață. 
| “             | A traversat teritoriul "Furtunii Perfecte", cu valuri de patru etaje și depășind aisberguri de mărimea catedralei St Paul. | ” |
| — EverestNews | |   |

Luptându-se cu vânturi de intensitate 8, cu hipotermia, aisberguri și furtunile des întâlnite în Atlanticul de Nord, echipa aflată în barca de 11 metri lungime a traversat regiuni întinse recunoscute ca fiind printre cele mai înșelătoare din lume, precum Marea Labrador, Strâmtoarea Danemarcei sau întinderea de apă renumită prin formarea furtunii neobișnuite din  anul 1991 care a devastat coastele Statelor Unite. În cele din urmă, Grylls și echipa sa au finalizat expediția începută în Halifax, Nova Scotia ajungând cu bine în John o' Groats, Scoția, expediția fiind filmată de un cameraman al postului BBC. Este anul în care, drept recunoaștere a serviciilor lor pe mare și a patrimoniului maritim al Marii Britanii, Regina aprobă avansarea onorifică a opt ofițeri printre care și Bear Grylls care devine Locotenent Comandant.
În 2005, Grylls lansează Facing the Frozen Ocean, a doua sa carte, în care sunt descrise detalii ale temerarei expediții.

### Zborul cu paramotorul deasupra cascadei Angel
În anul 2005, Grylls conduce prima echipă care a încercat vreodată zborul cu paramotorul pe deasupra junglei de pe platoul cascadei Angel, cea mai înaltă cascadă din lume. Scopul echipei a fost acela de a atinge cel mai înalt și izolat tepui, faimos prin faptul că a reprezentat o temă centrală în romanul de ficțiune Lost World al lui Conan Doyle, o regiune neexplorată și despre care se cunosc puține date științifice oficiale.
Punctul culminant al expediției l-a reprezentat înălțarea de pe culmile cascadei Angel, plutirea pe deasupra acesteia și coborârea verticală de peste 900 de metri, de 13 ori înălțimea cascadei, spre jungla de dedesubt. Acțiunea a fost sponsorizată și filmată de Channel 4 și se înscrie între acțiunile caritabile întreprinse de Bear Grylls, strângându-se fonduri pentru Hope & Homes for Children, organizație internațională preocupată de soarta copiilor din țările răvășite de războaiele civile.

### Dineul la altitudine
Tot în anul 2005, alături de expertul în zborul cu balonul și alpinistul David Hempleman-Adams (cel care în 1996 devenea primul britanic ce ajungea pe jos la Polul Sud într-o expediție solitară și neasistată iar în 2000 devenea primul om care efectua un zbor cu balonul pe deasupra Polului Nord) și de Locotenent Comandantul Alan Veal, liderul Royal Navy Freefall Parachute Display Team (echipă de elită de parașutiști a marinei regale), Grylls stabilește un record mondial pentru un dineu formal în aer liber desfășurat la cea mai mare altitudine. Operațiunea s-a desfășurat sub un balon cu aer cald ridicat la altitudinea de peste 7000 de metri cu protagoniștii îmbrăcați în costume militare de paradă și echipați cu măști de oxigen. Antrenamentele pregătitoare au constat în peste 200 de sărituri cu parașuta.
Cascadoria s-a dorit a fi suport pentru organizațiile The Duke of Edinburgh's Award și The Prince's Trust iar directorul de proiect, Alex Rayner, a declarat că a fost verificată de oficiali ai Cărții Recordurilor.

### Zborul cu paramotorul deasupra munților Himalaya
Tot 2007, Grylls reușește stabilirea unui nou record mondial. Într-o misiune sponsorizată de GKN, el zboară cu paramotorul pe deasupra munților Himalaya la o altitudine superioară vârfului Everest. Recordul nu este oficial, aparatele de înregistrare a datelor de zbor înghețând la altitudinea de 7622 m (condiția de bază fiind aceea de a funcționa până la finalul misiunii), peste recordul oficial care este de 6101 m. Conform declarațiilor lui Grylls, datele descărcate de pe aparatul GPS coroborate cu transpunerea imaginilor Google Earth a căii urmate și a analizei imaginilor video obținute de la camera amplasată pe cască atestau o continuă ascensiune de 67 m/minut din momentul eșuării aparatului GPS, altitudinea maximă atinsă fiind de 8880 de metri.
Ca toate proiectele de anvergură inițiate de Grylls, și acesta a presupus o atentă pregătire. Giles Cardozo, colaboratorul său, a trebuit să inventeze un paramotor puternic, capabil să depășească dificultățile zborului prin aerul rarefiat și vânturilor de altitudine, dar suficient de versatil și ușor pentru a putea fi purtat. În momentul decolării, butelia de oxigen, propulsorul, harnașamentul și restul echipamentului utilizat cântăreau 120 de kg. Membrii expediției și 3000 de kg de echipament tehnic și de filmare (operațiunea a fost filmată pentru Discovery Channel și Channel 4) au fost transportați către Namche Bazaar, situat la 3400 m altitudine, de unde au pornit spre Periche, baza de antrenament unde presiunea oxigenului din aer este de 60% față de cel de la nivelul mării. Perioada aleasă a fost sezonul propice escaladei muntelui Everest, perioada în care au loc aproximativ 100 de expediții pe versanții de nord și sud ai muntelui. Tot în scopul antrenamentelor piloții au luat Diamox, un medicament care reduce formarea lichidului cefalorahidian și ajută organismul uman să se aclimatizeze mai rapid.
La 14 mai 2007, după două încercări eșuate, cei doi piloți reușesc să decoleze de la Periche, situat la 4400 m altitudine, la 13 km sud de Everest. Depășind problemele de oxigen și temperaturile extreme, paramotorul se ridică peste recordul oficial cu aproximativ 3000 de metri, dar planul inițial al lui Grylls, acela de a trece pe deasupra Everestului, nu s-a concretizat, permisiunea de zbor fiind acordată pentru planarea la sud de acesta iar traversarea ar fi însemnat încălcarea restricțiilor aeriene chineze.
Faptul că recordul nu a fost înregistrat oficial și că nu a traversat pe deasupra Everestul nu au părut să îl afecteze pe Grylls, scopul expediției fiind acela de a împinge capacitățile personale dincolo de limite, atingerea unui obiectiv temerar și strângerea a un milion de dolari pentru Global Angels Charity.

### Cea mai lungă perioadă de cădere liberă în spațiu acoperit
Pe 18 iulie 2008, o echipă formată din Bear Grylls, Al Hodgson — care avea picioarele amputate în urma unui atac terorist din Irlanda de Nord — și scoțianul Freddy MacDonald, stabilește un record mondial în tunelul vertical de la Airkix Milton Keynes. Aceștia planează susținuți de curentul de aer de 350 km/h timp de o oră și 37 de minute, depășind cu doar câteva secunde precedentul record deținut de o echipă din Statele Unite, planarea corespunzând unei căderi libere continue pe o distanță de 390 de km. Grylls a declarat ulterior că a fost una dintre cele mai solicitante misiuni, niciodată fiind supus la un efort de concentrare continuu atât de puternic precum în acest caz.
Din nou, această aventură are ca principal scop strângerea de fonduri pentru Global Angels Charity, la fel ca și expediția de explorare a unei regiuni Antarctice, în decembrie același an, când Grylls folosește diverse forme de energie alternativă precum forța de propulsie a vantului, jet-skyuri și bărci pneumatice alimentate cu bioetanol, paramotoare alimentate electric și panouri solare și mecanisme eoliene pentru echipamentele de campare. Misiunea a fost urmată, în 2010, de o nouă apariție editorială prefațată de Grylls, Riding the Ice Wind: By Kite and Sledge across Antarctica, de Alastair Vere Nicoll.

## Media
Grylls a intrat în lumea televiziunii prin apariția în reclame pentru deodorantul Sure, în strânsă legătură cu expediția sa reușită de pe muntele Everest. A fost invitat în emisiuni precum Friday Night with Jonathan Ross, The Oprah Winfrey Show, Late Night with Conan O'Brien, The Tonight Show with Jay Leno, Attack of the Show, The Late Show with David Letterman, Jimmy Kimmel Live! și Harry Hill's TV Burp. El înregistrează două reclame pentru Post's Trail Mix Crunch Cereal, difuzate în Statele Unite începând cu ianuarie 2009, apoi este protagonist într-o serie de cinci episoade intitulate „Survival in the Modern Era” (Supraviețuire în epoca modernă) și difuzate pe Internet pentru Dos Equis' Most Interesting Academy și în care Grylls demonstrează tehnici de supraviețuire urbană. A promovat Alpha Course, un curs despre bazele credinței creștine iar Warner Bros. l-a solicitat pe Bear Grylls pentru apariția în filmul Clash of the Titans.
Grylls a scris prefața pentru cartea Cool Camping Cookbook (Cool Camping) de Tom Tuke-Hastings și Jonathan Knight. Expedițiile sale aventuroase au făcut obiectul multor articole din presa de mare tiraj:
| - ABC News Australia - Outside Magazine - CityLife - Celebrity News Now - Bush Craft Magazine - Mens Journal - BBC News - Sunday Observer - People Magazine - Sports Magazine - Adventure Travel - Christianity - Shortlist.com - BYM Sailing & Sports News | - Radio Times - Sorted Magazine Feature - Saturday Telegraph - InTouch Weekly - Mens Vogue - USA - Outside Magazine - USA - The Times -Noua Zeelandă - Telegraph - Telegraph Weekend - The Times - The Sun - Hello Magazine - Mail on Sunday - Outdoor Enthusiast | - The Week Magazine - Daily Express - Daily Telegraph - Resource - The Independent - Express Magazine - MBM Yachting - Focus - Daily Mail - Saturday Telegraph - Esquire - S2 Magazine - Observer - YOU Magazine |

și subiectul unor apariții editoriale:
- Riding the Ice Wind: By Kite and Sledge across Antarctica - de Alastair Vere Nicoll cu prefața de Bear Grylls, dedicată expediției antarctice din 2008

### Succese editoriale
Grylls este și scriitor de succes. Prima sa carte, Facing Up, lansată în Statele Unite cu titlul The Kid Who Climbed Everest, în care detaliază reușita expediției de pe muntele Everest, ajunge în topul celor mai bine 10 cărți vândute din Marea Britanie în 2001. Cea de-a doua sa carte a fost scrisă în urma expediției de traversare a Atlanticului de Nord. Facing the Frozen Ocean a fost nominalizată pentru premiul Cartea Anului 2004 în Sport de editura William Hill. Cea de-a treia carte a fost lansată în 2007, în completarea seriei de televiziune "Born Survivor: Bear Grylls" cu același titlu ca și serialul (pentru Statele Unite cu titlul "Man vs Wild", în aprilie 2008, în completarea emisiunii difuzate de postul Discovery). În ea Grylls înfățișează aptitudinile necesare supraviețuirii în unele dintre cele mai ostile regiuni de pe glob. Cartea este listată de Sunday Times în top 10 succese editoriale.
Din 2008, o serie de cărți de aventuri pentru copii apar sub titlul Mission Survival:
- Facing up
- Facing the Frozen Ocean
- Born Survivor
- Mission Survival
- Gold of the Gods (2008)
- Way of the Wolf (2009)
- Sand of the Scorpion (2009)
- Tracks of the Tiger (2010)

Alte apariții editoriale semnate Bear Grylls:
- Great Outdoor Adventures: The Ultimate Guide to the Best Outdoor Pursuits (2009)
- With Love, Papa - ilustrații de Charlie Mackesy (2010)
- Living Wild: The Ultimate Guide to Scouting and Fieldcraft (2010)

### Escape to the Legion
În anul 2005, Grylls realizează o emisiune de televiziune în 4 părți, intitulată Escape to the Legion. Împreună cu alți 11 "recruți" sunt recreate într-o variantă scurtă metodele de antrenament pentru deșert specifice Legiunii Străine în deșertul Sahara.
| “             | Totul este controlat strict, nu sunt permise posesiuni personale, nici măcar un ceas și tot timpul se țipă la tine și ți se urlă ordine. Întreaga ta viață este controlată de un fluier. | ” |
| — Bear Grylls | |   |

Legat de experiența aceasta, Grylls a declarat că nu standardele fizice impuse de Legiune i-au creat probleme, acestea fiind mai scăzute decât cerințele trupelor speciale SAS, cât procesul de uzură fizică și psihică induse de metodele diverse și brutale de formare profesională ale Legiunii, precum privarea de somn si petrecerea întregii zile făcând lucruri aparent inutile precum spargerea pietrelor în deșert. Emisiunea a fost difuzată în Marea Britanie de Channel 4 și în Statele Unite de Military Channel iar în anul 2008 a fost redifuzată de History Channel.

### Born Survivor/Man vs Wild
Grylls este gazda seriei de televiziune intitulate Born Survivor: Bear Grylls pentru postul britanic Channel 4 și difuzat drept Man vs Wild în Australia, Canada și SUA, Ultimate Survival pentru Discovery Channel în Europa, Asia și Africa sau Survival Game în Japonia. Emisiunea are peste 1,2 miliarde de telespectatori în întreaga lume  fiind difuzată în peste 150 de țări de la debutul din octombrie 2006. Al doilea sezon a debutat în Statele Unite la 15 iunie 2007, al treilea în noiembrie 2007 iar cel de-al patrulea în mai 2008. În prezent Grylls lucrează la ultima serie a emisiunii, actorul Ben Stiller urmând a apărea în unul dintre episoade.
Tematica seriei este reprezentată de parașutarea lui în unele dintre cele mai neospitaliere locuri de pe pământ, arătând telespectatorilor diverse tehnici de supraviețuire prin utilizarea resurselor zonei și a cunoștințelor personale. Grylls este parașutat din elicoptere, baloane, avioane, zboară cu parapanta și cu paramotorul, escaladează faleze, stânci, munți, ghețari, traversează păduri în flăcări, râuri învolburate, ape înghețate, jungle tropicale, deșerturi, mlaștini sau regiuni vulcanice. Deseori metodele utilizate sunt extreme și șocante: Grylls mănâncă șerpi, insecte, larve și scorpioni, bea apă dintr-o cămilă moartă și folosește carcasa acesteia pe post de sac de dormit și adăpost împotriva frigului nocturn din deșert, își înfășoară capul în tricoul înmuiat în propria urină pentru a se proteja de căldura deșertică, bea urina păstrată în pielea unui șarpe cu clopoței, bea lichidele obținute din tescuirea bălegarului de elefant sau a unor împletituri de mușchi, folosește o oaie moartă pe post de dispozitiv de plutire, se aruncă intenționat în ape înghețate și nisipuri mișcătoare pentru a demonstra diverse tehnici de supraviețuire în astfel de cazuri. Telespectatorul este delectat cu diverse întâmplări și istorii despre aventurieri (uneori uciși) în lupta lor cu sălbăticia, alături de informații și detalii privind fauna și flora regiunii.
Episoadele incipiente ale emisiunii au fost criticate pentru faptul că induceau în eroare telespectatorul, creând senzația ca Bear Grylls este singur, neasistat. Discovery Channel și Channel 4 au venit în întâmpinarea criticilor și a adus clarificări subliniind că emisiunea nu este un documentar ci un ghid despre "cum să" și promițând transparență totală. Episoadele ulterioare au beneficiat de un anunț facut la începutul fiecăruia, prin care telespectatorii au fost anunțați cu privire la scopul și metodica emisiunii.

### Worst Case Scenario
În prezent, Bear Grylls lucrează la un nou proiect pentru Discovery Channel, intitulat Worst Case Scenario, bazat pe cartea și ghidurile cu același nume. În această nouă serie de televiziune sunt prezentate tehnici de supraviețuire urbană, metode de rezolvare a situațiilor de criză precum cele apărute în urma cataclismelor naturale, accidentelor, dezastrelor și a altor situații non-standard. Abilitățile presupuse sunt tehnicile învățate de prezentator de-a lungul carierei sale atât în trupele SAS cât și experiența în natură: autoapărare, șofat evaziv, parkour, tehnici de supraviețuire urbană și în sălbăticie, etc.

## Cercetaș Șef
La 17 mai 2009, Asociația Cercetașilor (The Scout Association) a anunțat numele lui Grylls drept viitorul Cercetaș Șef la finalul mandatului de cinci ani al lui Peter Duncan din iulie 2009. Evenimentul oficial a avut loc pe 11 iulie 2009, festivitățile de predare a funcției ținându-se în fața a peste 3000 de cercetași adunați în Gilwell Park. Grylls devenea cea de-a zecea persoană care deține funcția de Cercetaș Șef de la înființarea sa de către Robert Baden-Powell în 1920, și cea mai tânără persoană care a deținut-o (35 de ani) în istoria de peste 100 de ani a organizației. Grylls a declarat drept principal obiectiv mărirea numărului de voluntari adulți la 90.000 de membri, pentru a veni în întâmpinarea celor 33.000 de tineri care doresc să se alăture dar nu pot fi asimilați din cauza lipsei de lideri îndrumători adulți. De asemenea, și-a exprimat intenția de a oferi membrilor peste 200 de activități din cele mai diverse, demontând clișeul sedentarismului cercetașilor îmbrăcați de modă veche și stând în jurul focului.
Organizația se preocupă de dezvoltarea personală aceasta însemnând promovarea aptitudinilor fizice, psihice, sociale și intelectuale prin atingerea potențialului lor maxim; în prezent organizația numără 400.000 de tineri cu vârste cuprinse între 6 și 25 de ani iar la nivel internațional 28 de milioane de tineri se bucură de beneficiile oferite de asociație de-a lungul a 216 țări.

## Opere de caritate
Din 2002, Grylls este ambasador pentru The Prince's Trust, o organizație care oferă pregătire, suport financiar și practic tinerilor din Marea Britanie. De asemenea, este vice-președintele The JoLt Trust, o mică organizație de caritate care oferă expediții de lungă durată copiilor cu dizabilități, dezavantajați, abuzați sau neglijați.
Multe din expedițiile și cascadoriile lui Bear Grylls au avut ca scop strângerea de fonduri pentru organizații de caritate. Expediția de cucerire a Everestului a constituit suportul echipei pentru o asociație care are ca scop ajutorarea foștilor și actualilor membri ai forțelor militare britanice precum și a rudelor acestora, SSAFA Forces Help. Circumnavigația Marii Britanii pe jet-ski din anul 2000 a strâns fonduri pentru Royal National Lifeboat Institution, organizație preocupată de salvarea vieților aflate în pericol în jurul coastelor Marii Britanii și Irlandei. Traversarea Atlanticului de Nord  din 2003 a reprezentat suport pentru The Prince's Trust iar zborul cu paramotorul pe deasupra cascadei Angel, din 2005, pentru Hope and Homes for Children. Dineul la altitudine din 2005, care a marcat și stabilirea recordului mondial, a celebrat 50 de ani de la înființarea The Duke of Edinburgh's Award, un program de activități bazate pe aptitudinile personale, inițiat în Marea Britanie și popular în Commonwealth. Alături de sponsorul GKN, Grylls și echipa sa au strâns prin zborul cu paramotorul pe deasupra munților Himalaya, din 2007, un milion de dolari, bani pentru organizația Global Angels. Tot pentru Global Angels, Grylls a întreprins expediția cu tematică ecologică din Antarctica, în 2008, precum și recordul de cădere liberă în spațiu acoperit. Munca de caritate pentru Global Angels continuă pentru Bear Grylls prin noul său proiect de traversare a Pasajului de Nord Vest într-o barcă pneumatică rigidă, acțiune asemănătoare expediției de traversare Atlanticului de Nord.

## Orator motivațional
Bear Grylls este unul dintre cei mai tineri oratori motivaționali din circuitul de afaceri internațional. Este solicitat de importante companii din diverse domenii iar aprecierile clienților sunt pozitive:
| - British Airways - Coca Cola - BP International - WH Smith Ltd - Price Waterhouse Coopers - The Institute of Directors - UBS Warburg - Christie & Co - Sussex Tec - Aztec - Axa Insurance - The Association of Convenience Stores - Explorers Journal, Mentorn Group - Roundwood - Daily Telegraph Destinations - The American Community School - The Soldiers, Sailors, Airmen and Families Association | - Davis Langdon - Reuters - Spike Milligan - The Industrial Society - Union des Foires Internationale - Dorset Chamber of Commerce & Industry - Eton College - NSA Limited - The Bembrige Sailing Club - Haberdashers' Askes's Hatcham College - Ashdown House School - In Real Life Ltd - HML Management - Bazal Midlands - D.L.E Chartered Quantity Surveyors - The Dragon School | - Sir Ranulph Finnes - XMA - Benenden School - Calderdale & Kirklees Training and Enterprise Council Ltd - Juniper Trading - Berkeley Scott Group - Radley College - Montgomery Exhibitions Ltd - Strategic Management Programmes, CIES - The Institute of Grocery Distribution - Lovells - Lever Faberge Group - Hellman Systems - The Chartered Institute of Loss Adjusters - Headfort School - Kent College Pembury |